# Ametek
AMETEK, Inc., (NYSE: AME), är ett amerikanskt multinationellt tillverkningsföretag av elektroniska komponenter och elektromekaniska apparater– och anordningar åt kunder inom branscherna som till exempel försvar– och rymdfart, energi, metall, motorer, säkerhet och pumpar. Bolaget har verksamheter i 120 tillverkningsanläggningar i mer än 30 länder världen över.